# Figura paterna
A figura paterna ou figura do pai é, normalmente, um homem mais velho, normalmente com poder, autoridade ou força, com o qual pode-se identificar profundamente a nível psicológico e que gera emoções que geralmente se sentiam em relação a próprio pai. Apesar do termo "figura paterna", o papel de uma figura paterna não está limitado ao pai biológico de uma pessoa (especialmente uma criança), mas pode ser exercido por tios, avós, irmãos mais velhos, amigos da família ou outras pessoas.
Vários estudos têm sugerido que figuras paternas positivas (seja biológico ou não) estão geralmente associados com o desenvolvimento saudável da criança, tanto em meninos quanto em meninas.

## Definição
O Dicionário Internacional de Psicologia define a "figura paterna" como "Um homem a quem uma pessoa olha e trata como um pai." O APA Concise Dictionary of Psychology oferece uma definição mais ampla: "um substituto do pai biológico de uma pessoa que realiza funções paternas típicas e serve como um objeto de identificação e apego. [Figuras paternas] podem incluir indivíduos como pais adotivos, padrastos, irmãos mais velhos, professores e outros". Este dicionário continua a afirmar que o termo é sinônimo de pai substituto e pai adotivo. A ex-definição sugere que o termo se aplica a qualquer homem, enquanto que este último exclui os pais biológicos.

## Importância no desenvolvimento da criança
Como cuidador primário, um pai ou figura paterna preenche um papel fundamental na vida de uma criança. A teoria do apego oferece algumas visões sobre como as crianças se relacionam com seus pais e quando procuram uma "figura do pai". De acordo com um estudo de 2010 feito por Posada e Kaloustian, a maneira que uma criança modela seu apego ao seu cuidador tem um impacto direto sobre a forma como a criança responde a outras pessoas. 
Estudos realizados por Parke e Clark-Stewart (2011) e Lamb (2010) mostraram que os pais são mais propensos do que as mães a se envolverem em brincadeiras corporais com as crianças.
Outras funções que uma figura paterna podem fornecer incluem: ajudar a estabelecer limites pessoais entre mãe e filho; promover a auto-disciplina, trabalho em equipe e um sentido de identidade de gênero; oferece uma janela para o mundo mais amplo e a criação de oportunidades tanto para a idealização quanto o verdadeiro trabalho requerido.

## Ausência
Estudos têm demonstrado que a falta de uma figura paterna na vida de uma criança, pode ter graves impactos negativos, na sua personalidade e psicologia. O conceito de ausência paterna engloba ambas a privação física como a afetiva, as quais pesquisas demonstram que são igualmente maléficas no desenvolvimento dos filhos.

## Aspectos culturais
- Líderes como Franklin D. Roosevelt, tem sido vistos como agindo como uma figura paterna para seus seguidores, enquanto um papel semelhante pode ser desempenhado pelo terapeuta na transferência.[13]
- Lord Durham adotou seu sogro, Charles Grey, como uma figura paterna, a consequente ambivalência em seu relacionamento, impactou negativamente o seu trabalho na Grande Lei da Reforma.[14]
- Harry Potter tem sido visto como a busca de uma sucessão da figura paterna, de Rubeus Hagrid para Albus Dumbledore, opostamente pelo papel de Lord Voldemort como o aspecto negativo da figura do pai.[15]
- Kingsley Martin disse de Leonard Woolf, que "ele estava sempre pronto para me aconselhar, e tornou-se, creio eu, uma espécie de figura paterna para mim".[16]
- Edna Longley viu uma fixação literária em figuras paternas como endêmica na literatura Irlandesa em ambos os lados da fronteira.[17]
- John Lennon viu um excesso de figuras paternas como um dos elementos comuns entre ele e Bob Dylan.[18]